# Капрова
Капрова (чеш. Kaprova) — улица в центре Праги, столицы Чехии. Находится в Старом городе, соединяет площадь Яна Палаха с площадью Франца Кафки. Улица названа в честь Павла Капра из Капрштейна, который был мэром Старого города Праги в 1565—1571 годах и владел Домом Трёх Плотников.

## География
Улица Капрова начинается от площади Франца Кафки у храма Святого Николая и идёт в северо-западном направлении. Пересекает улицы Жатецка и Валентинска. Переходит в Манесов мост через площадь Яна Палаха. Общая протяжённость улицы составляет 260 метров.

## История
В средние века по улице от Староместской площади до Влтавского брода шла значимая дорога. Первоначальное название улицы «Святовалентинская» было дано по костёлу Святого Валентина, который стоял на углу с улицей Валентинской и был снесён при перепланировке города в 1795 году.
Современное название употребляется с середины 16 века.

## Здания и сооружения[4][5]
- Дом 1 — философский факультет Карлова университета;
- Дом 2 — дом на Коканде;
- Дом 10 — Музей Ярослава Ежека;
- Дом 12 — Чешская почта.